# Адам і Єва (Кранах)
«Адам і Єва» — диптих Лукаса Кранаха Старшого. Написаний олійними фарбами на дошці. 1929 року більшовики вилучили картину з Музею мистецтв імені Богдана та Варвари Ханенків і попри протести українських мистецтвознавців продали на аукціоні в Берліні.
Диптих виставлений у Музеї Нортона Саймона. Інші картини Кранаха на цю ж біблійну тему зберігаються у Віденському музеї історії мистецтв, Галереї Куртальда, Галереї Уффіці, Музеї образотворчих мистецтв у Лейпцигу, Чиказькому художньому інституті.

## Опис картини

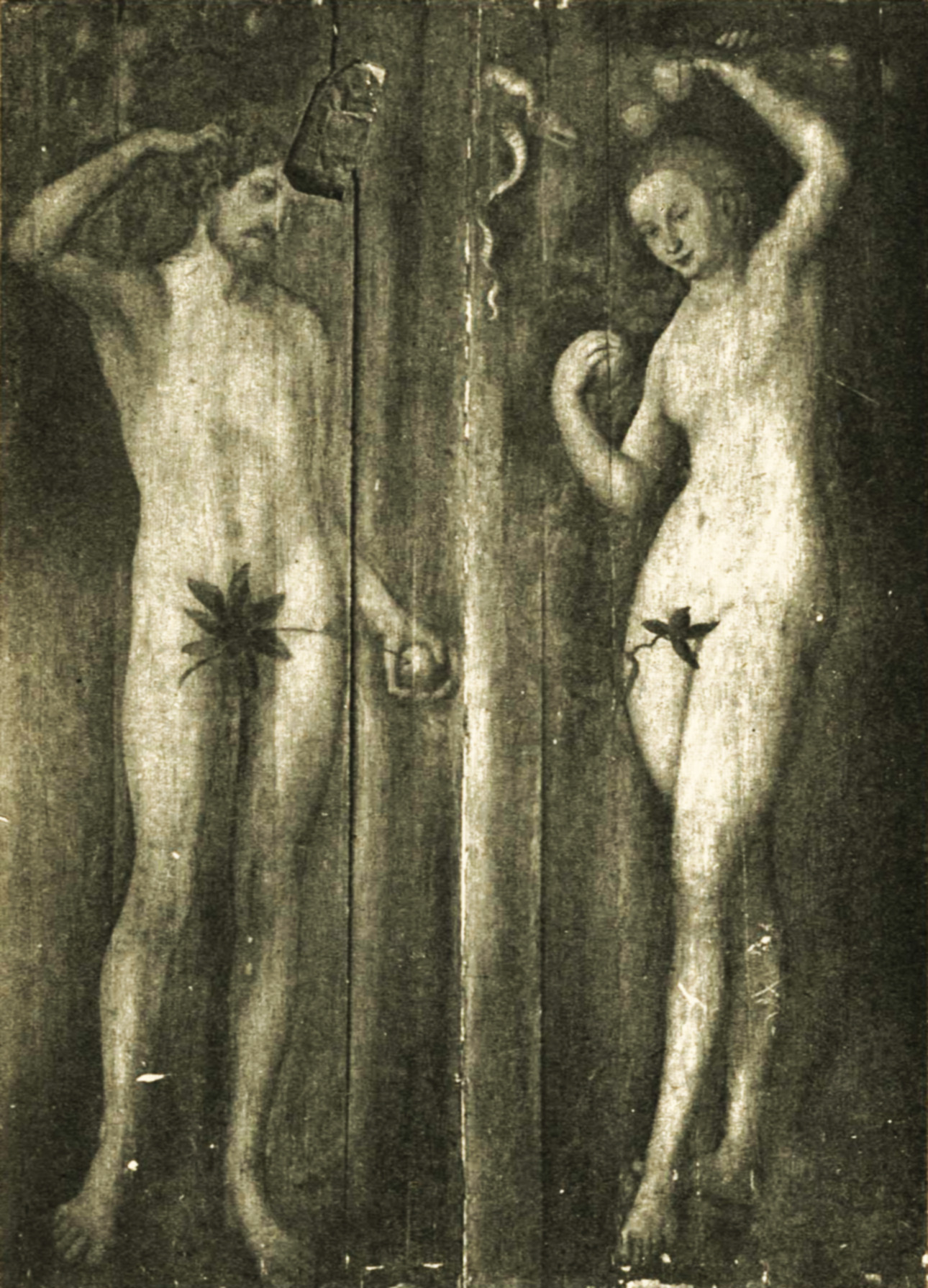
Картина «Адам і Єва» перед реставрацією. Фото 1929 року

На стулках диптиха зображені у натуральний зріст постаті оголених Адама й Єви, які стоять по обидва боки дерева.
Манера Лукаса Кранаха та відповідна емоційна відстороненість відповідають маньєристичній естетиці XVI століття. Зокрема на картині чуттєве тіло Єви стилізоване, з порушенням анатомічних пропорцій. Кранах зобразив спокусницю з почервонілими щоками й маленькими грудьми. А її довге золотисто-руде волосся ніби існує окремо. Фривольне поводження зі старозавітним персонажем було покликано тим, що картина призначалась насамперед для задоволення, а не для повчання.
На лівій стулці Адам правою рукою чухає голову, а лівою тримає яблуко. На стовбурі біля його ноги можна побачити крилатого дракона з кільцем у роті. Це — герб, який 1508 року дав Кранаху його благодійник курфюрст Фрідріх Мудрий. На правій стулці бачимо оберненого до Єви змія-спокусника, який звисає з гілки.

## Виявлення картини

Троїцька церква, де 1927 року виявили диптих

Диптих «Адам і Єва», ймовірно, писався для члену двору курфюрста Саксонії. Подальше перебування картини невідоме. Лише на 1927 року її виявили у Троїцькій церкві в Києві.
За відомостями Петра Курінного, директора Державного історико-культорного заповідника «Всеукраїнський музейний городок» (лаврського музею), картина могла потрапити до Троїцької церкви разом з іншим церковним майном після ліквідації полкових каплиць, що під час Першої світової війни діяли на території Галичини.
У червні 1927 року картину виявив уповноважений у справах вилучення мистецьких цінностей Василь Іщенко під час огляду церковного майна під сходами на дзвіницю закритого Троїцького храму. Вона мала розмір 187 на 140,5 см (після роз'єднання і реставрації розмір кожної стулки диптиха становить 190,5 на 69,9 см). Твір був завалений мотлохом і землею. Протягом двох годин його очищували від бруду.
Деякий час картина зберігалась у лаврському музейному заповіднику. За повідомленням агента Держторгу Сергія Глеваського-Ґольдфарба, він, побачивши картину у приміщенні ікон, заявив Петру Курінному про готовність купити її за тисячу карбованців для подальшого продажу за кордон. Однак інспектор охорони пам'яток мистецтва Федір Ернст запропонував професорові Сергію Гілярову забрати її до Музею мистецтв імені Богдана та Варвари Ханенків.
У вересні 1928 року картину передали художнику майстерні Київської картинної галереї Т. І. Децю на реставрацію.
Під старим лаком проявилось зображення крилатого дракона з кільцем у роті. Цей символ дав професорові Гілярові ключ для атрибуції твору. Авторство картини належало Лукасу Кранаху Старшому.

Дракон Кранаха
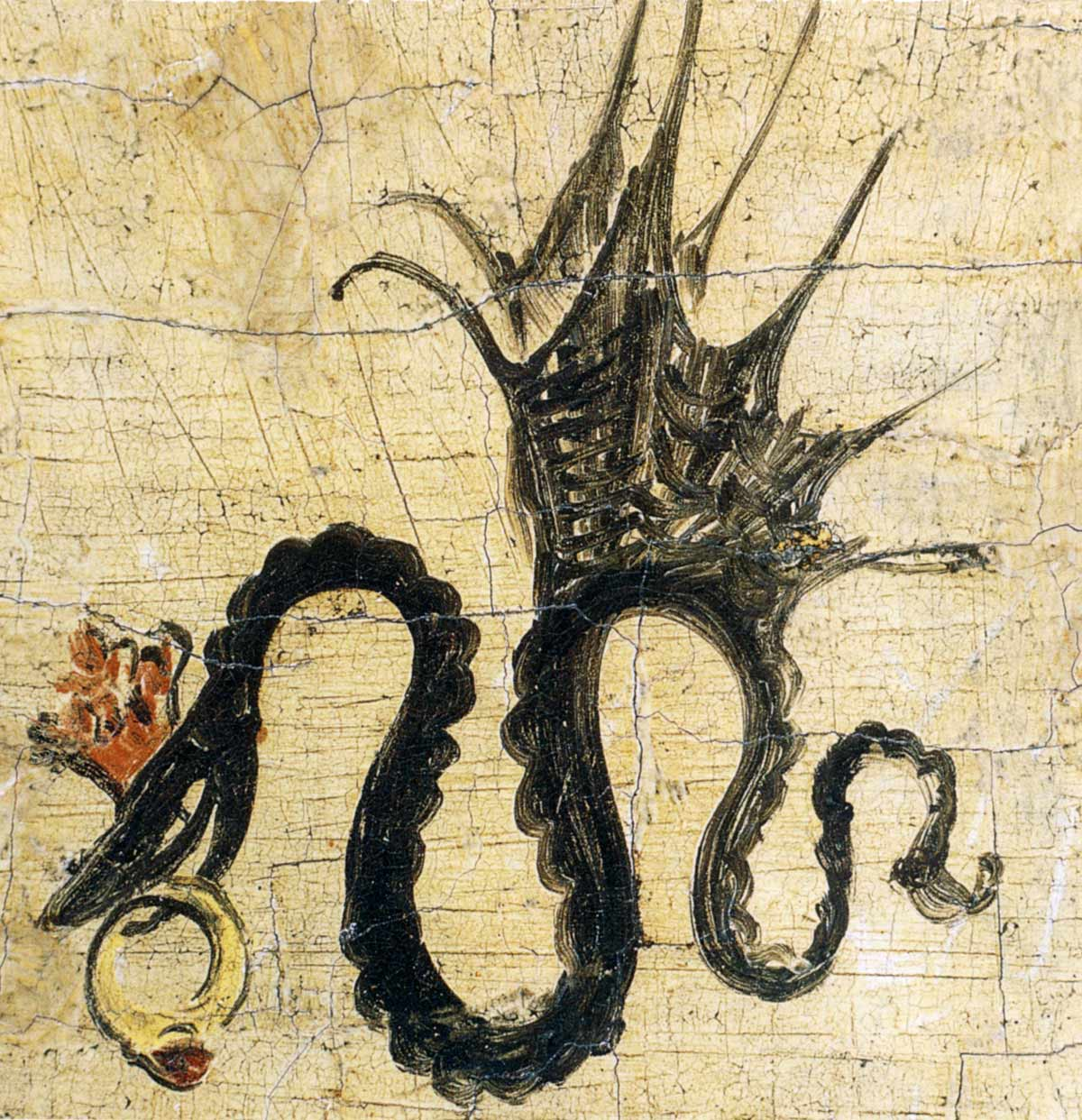
Кранах маркував свої картини зображенням дракона з кільцем
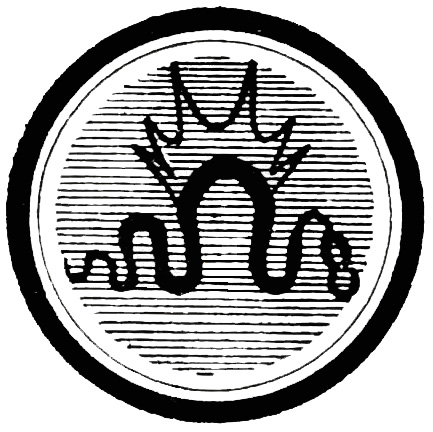
Дракон з диптиху «Адам і Єва». Малюнок 1929 року

## Вивезення картини з України
У серпні 1929 року до музею мистецтв прибули експерти Держторгу Сергій Глеваський-Ґольдфарб і Глазунов. 29 серпня вони попри протести Гілярова картину вилучили на продаж за кордон. Диптих вивезли до Берліну, де оголосили його частиною приватної колекції Строганових.

## Нові власники
У травні 1931 року на аукціоні Рудольфа Лепке в Берліні диптих придбав голландський антиквар Жак Ґудстікер за суму, еквівалентну 10 тисячам доларів. Картина поповнила його колекцію, в якій уже було 1200 творів старих майстрів, зокрема картини Рембрандта, Рейсдала, Ван Гога та інших митців. Ґудстікер, єврей за походженням, змушений був тікати від нацистської влади, однак загинув через нещасний випадок, впавши в каналізацію. Нацисти розграбували галерею антиквара. Диптих Кранаха для свого заміського замку відібрав рейхсмаршал нацистської Німеччини Герман Герінг. У травні 1945 року союзні сили конфіскували художні твори із замку і відправили до Мюнхенського центрального збірного пункту. 1946 року твори мистецтва повернули до Нідерландів. 1966 року голландці передали диптих офіцеру ВМС США Георгію Строганову-Щербакову, який заявив, що то була власність його предків. Хоча насправді диптих Кранаха лише продавали на аукціоні разом з антикваріатом із колекції Строганових. 1971 року у нового власника шедевр викупив Нортон Саймон.
2007 року вдова і єдина спадкоємиця Жака Ґудстікера Марей фон Захер подала позов до суду на фонд Нортона Саймона. За її твердженнями, нідерландська влада незаконно віддала Строганову-Щербакову власність її чоловіка.
Урешті-решт, диптих Кранаха «Адам і Єва» залишився у Музеї Нортона Саймона.

## У мистецтві
Навколо диптиха «Адам і Єва» розгортаються події в оповідання «Викрадення Дракона» Марка Каламаря (2020).

## Галерея

Варіанти «Адама і Єви» Кранаха
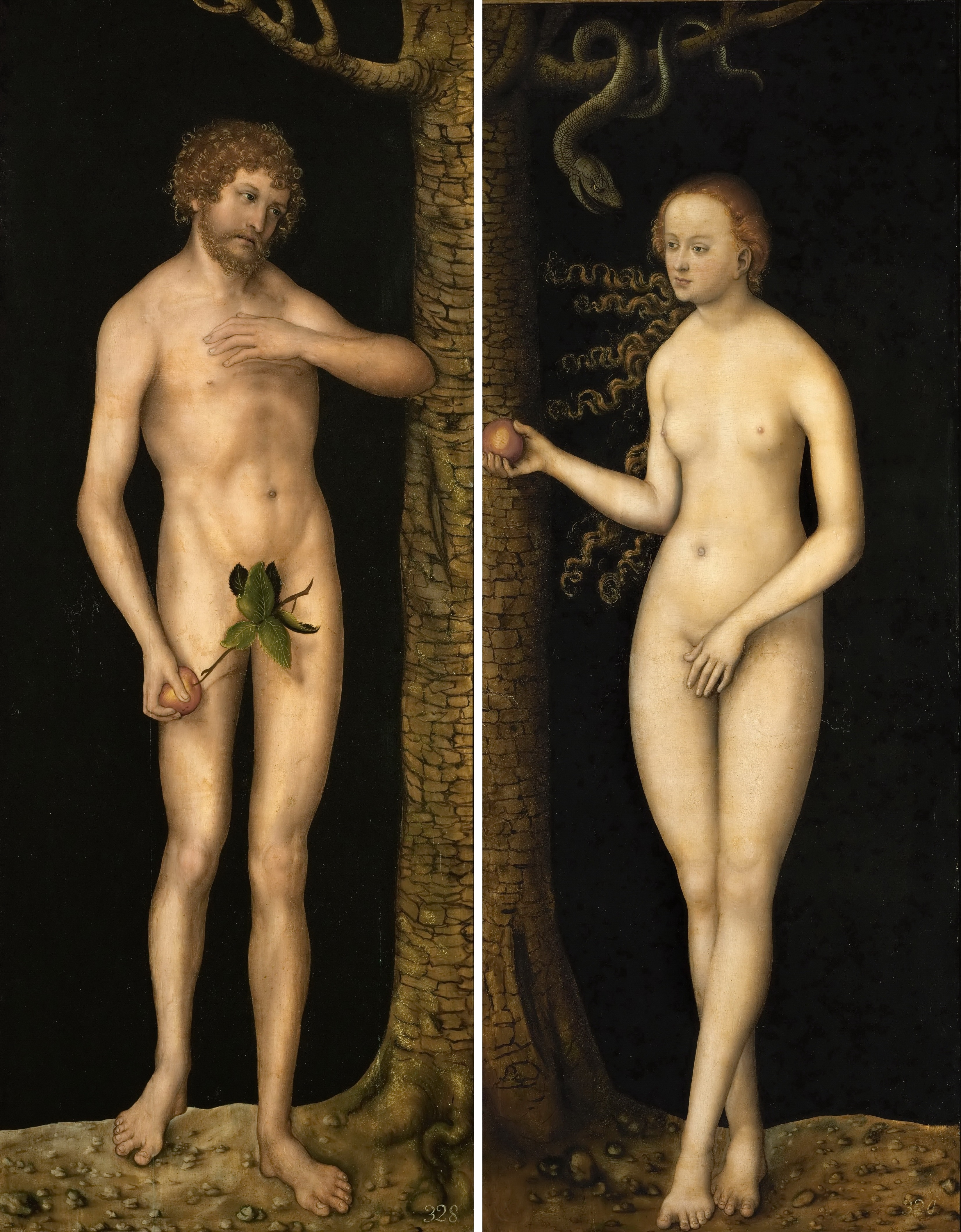
Віденський музей історії мистецтв, близько 1510-1520
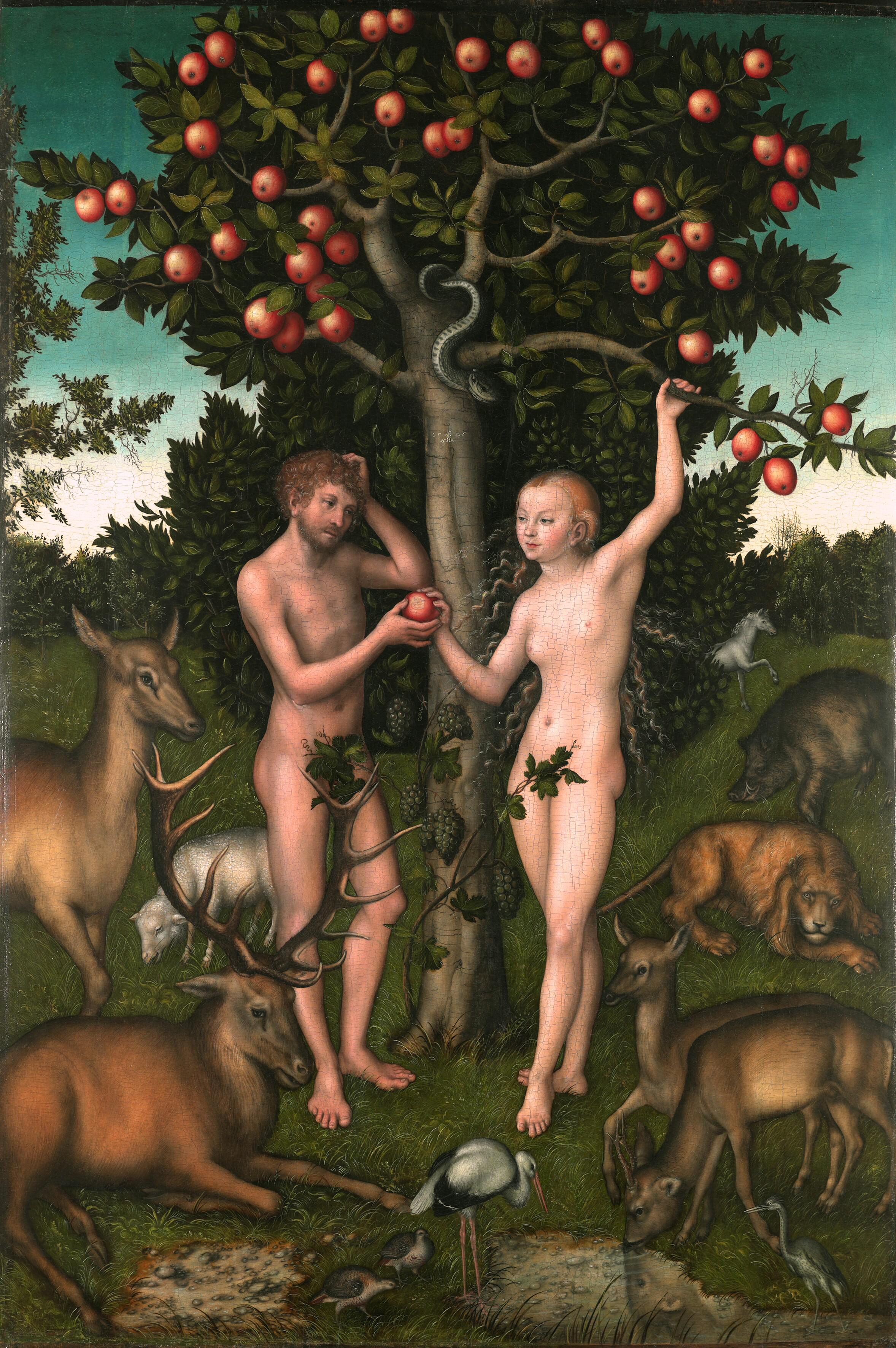
Галерея Куртальда, Лондон, 1526
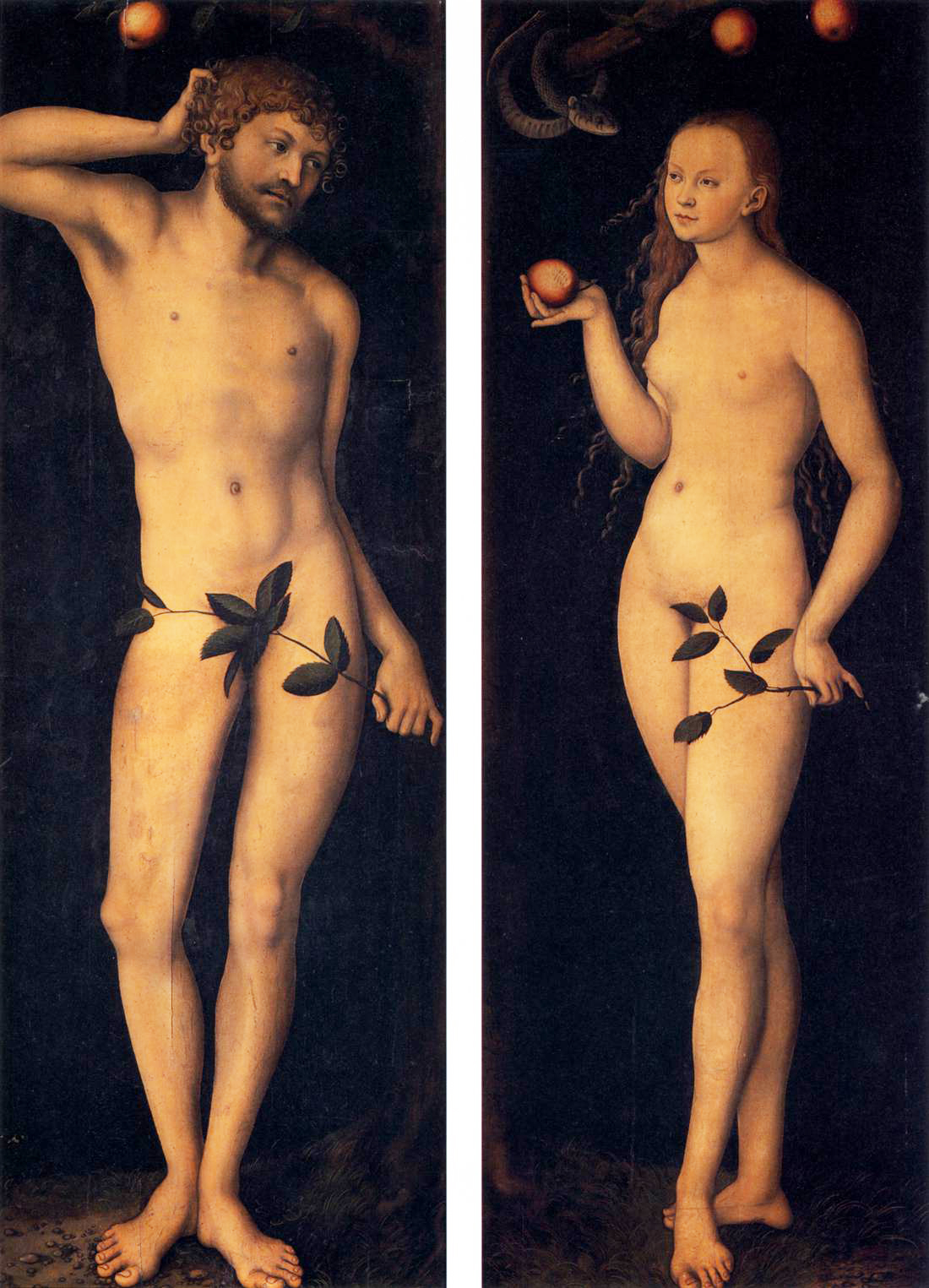
«Адам і Єва», Галерея Уффіці, Флоренція, 1928
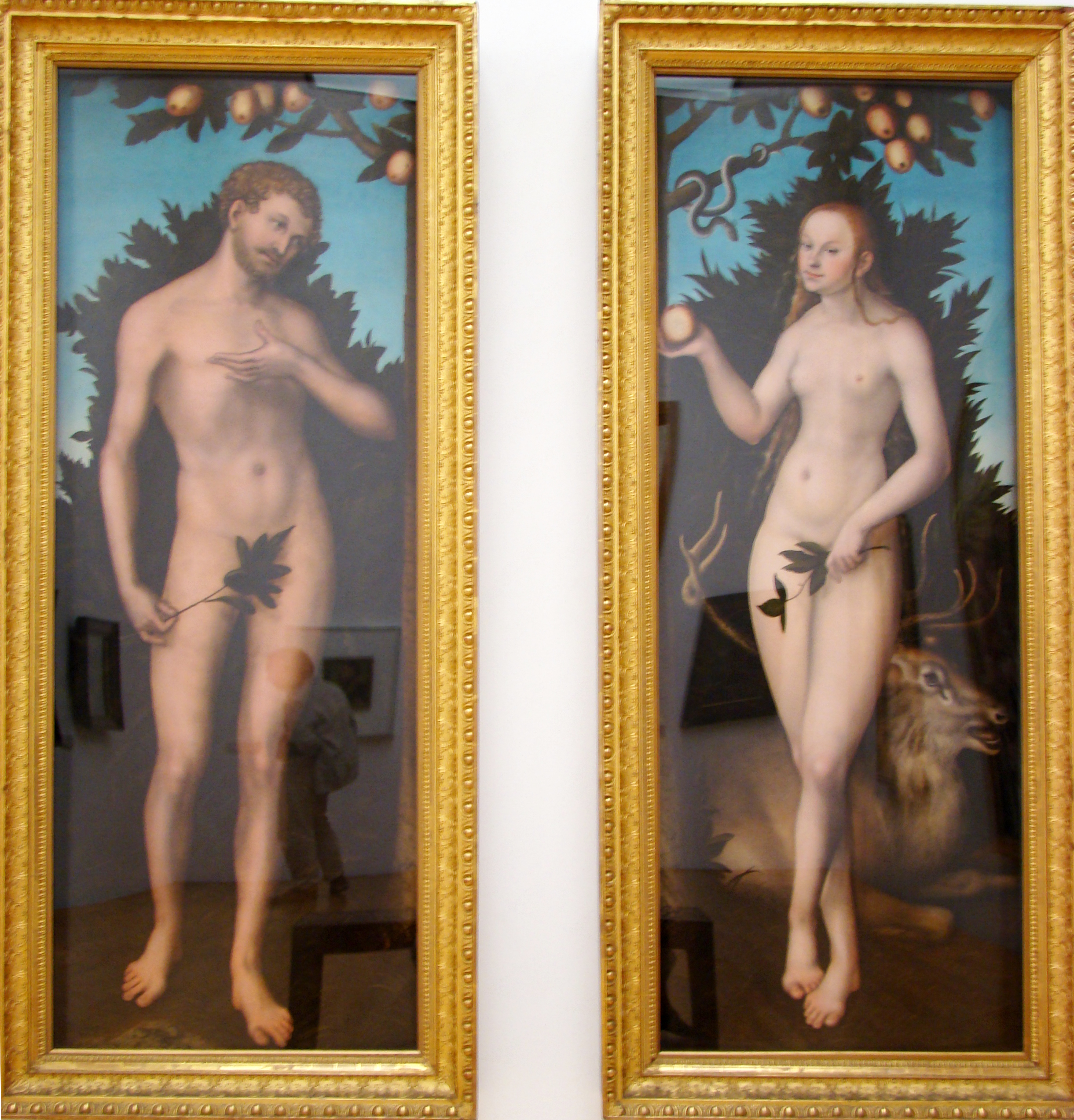
Музей образотворчих мистецтв, Лейпциг, 1533 рік
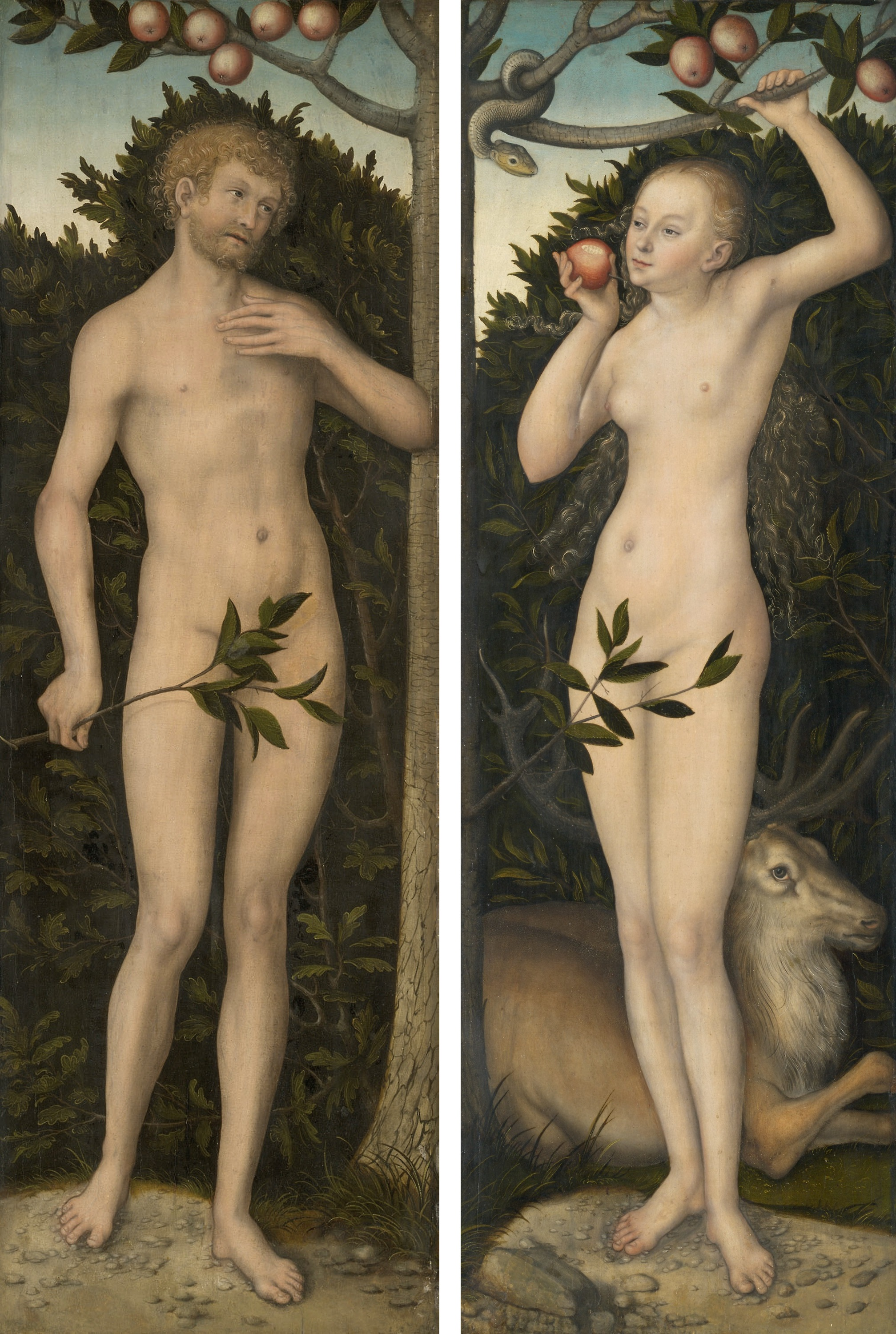
Чиказький художній інститут, близько 1533-1537